# Tribal Ink
Tribal Ink är ett svenskt rapcoreband bildat 2002. De uppnådde viss popularitet 2007, då deras sång Refugee misstogs för att vara Linkin Parks nya singel What I’ve Done. Linkin Parks nya album, Minutes To Midnight, fick en falsk upplaga som kallades Minutes To Midnight Advance XXL, som ganska snabbt låg uppe på många nedladdningssidor för musik. 
Bandet har sitt ursprung i  TV3-programmet Wannabe, där man letade efter rockmusiker som ville starta ett band. Tv-tittarna kunde vecka efter vecka se hur bandet sakta tog form. De fem killarna som vann fick möjlighet att göra några spelningar, och sedan spela in en singel kallad To My Face.
Gitarristen Niels Nankler sparkades kort efter att TV-serien slutat sändas på grund av musikaliska meningsskiljaktigheter.

## Medlemmar[2]
- Funky Dan Larsson (Sång)
- Lonne Bergman (Gitarr)
- Niels Nankler (Gitarr)
- Stojan Brdarski (Trummor)
- Ulf Johansson (Bas)

## Diskografi
Album Surrounded by Freaks ( 2003)
- "Tribalistic Cuts" -- 4:19
- "To My Face" -- 3:30
- "Don't You Push Me" -- 3:17
- "Refugee" -- 3:10
- "California Love" -- 3:40
- "Right Behind You" -- 3:26
- "I'm Free" -- 2:58
- "I Try So Hard" -- 3:17
- "Pick Me Up" -- 3:49
- "I'm a Liar (Believe Me)" -- 3:41
- "Try to Be Me" -- 2:35
- "Living On a Lie" -- Image:3:38